# Vincent Ségal

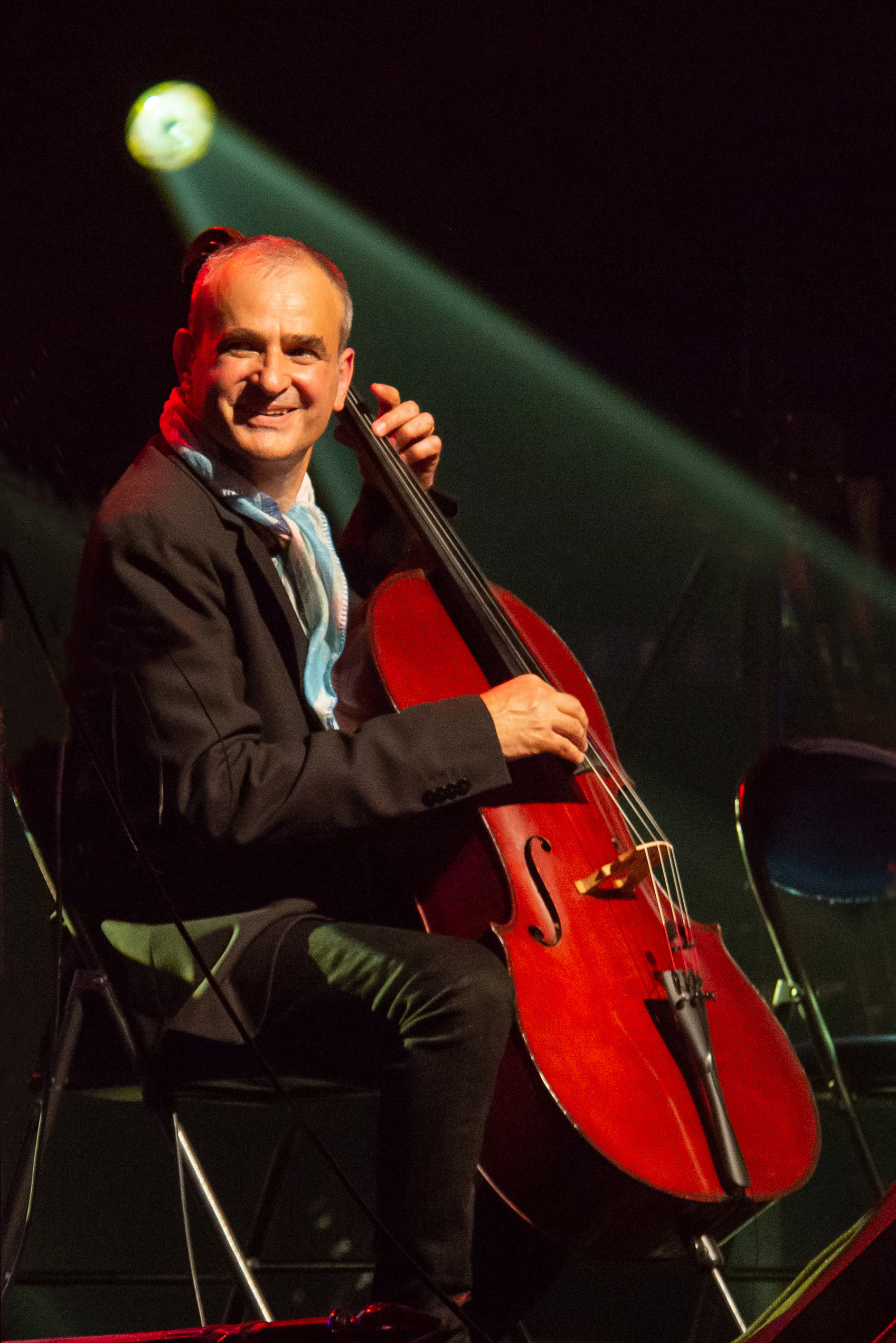
Vincent Ségal

Vincent Ségal (* 1967 in Reims) ist ein französischer Cellist und Kontrabassist. Er ist für die genreübergreifende Vielfalt seiner Kollaborationen und ungewöhnlichen Projekte bekannt.

## Leben und Wirken
Ségal erhielt bereits ab dem Alter von sechs Jahren in einer speziellen Musikklasse Unterricht. Bis zum Abitur war seine Ausbildung zwischen der Schule und dem Regionalkonservatorium aufgeteilt. Er studierte dann auf dem Conservatoire National Supérieur de Lyon, wo er mit dem ersten Preis absolvierte. 1986 ging er mit einem Stipendium für ein Jahr an das kanadische Banff Centre for the Arts. Während seines Aufenthalts in Nordamerika öffnet er sich verschiedenen musikalischen Strömungen wie Hip-Hop, Reggae, Afrobeat und Industrial. Dort traf er Eric Bobo und Harley White (Blackalicious) und trat mit Papa's Culture auf. Nach einer Amerika-Tournee mit Chuck Brown und den P-Funk All Stars und einem kurzen Engagement an der Oper in Lyon zog er nach Paris.
Seine Arbeit insbesondere auf dem Violoncello orientierte sich nicht alleine an zeitgenössischer Musik (IRCAM, Villa Medicis, Olympic Gramofon, Leon Milo), sondern zunehmend auch an Jazz (Glenn Ferris, Yves Robert, François Merville, Urban Mood, Jean-Charles Richard/Marc Copland) und Weltmusik (Cesária Évora, Nana Vasconcelos, Mama Ohandja, Carlinhos Brown, Mujeres Encinta, Tama, Tryo), aber auch am Hip-Hop (Puppa Leslie, Mad Professor, DJ Mehdi, Ana Carla Maza), Rockmusik und Chanson (Elvis Costello, Georges Moustaki, Ben Harper, Franck Monnet, Brigitte Fontaine, Alain Bashung, Thomas Fersen, Vanessa Paradis, Marianne Faithfull).
1996 gründete Ségal zusammen mit Cyril Atef die Gruppe Bumcello, ein Downtempo-Electronica-Duo, das mit dem Album Animal sophistiqué den Preis Victoires de la Musique gewann und zudem zum Electronic Artist of the Year 2006 gekürt wurde. Er spielte auf allen Alben von Matthieu Chedid. Im Jahr 2009 arbeitete er mit Sting an dessen Winter-Album If on a Winter's Night.... Im selben Jahr gründete er ein Duo mit Ballaké Sissoko, das zwei Alben veröffentlichte. In den letzten Jahren öffnete er sich verstärkt zur Neuen Improvisationsmusik, interpretierte aber im Quarteto Gardel auch klassische Tangomusik. Weiterhin arbeitete er im Quartett von Jean-Marie Machado, mit dem das Album Majakka entstand.

## Diskographische Hinweise
- 1999: Bumcello
- 2001: Bumcello: Booty Time
- 2002: Bumcello: Nude for Love
- 2002: T-Bone Guarnerius
- 2005: Bumcello: Animal sophistiqué
- 2007: Cello
- 2008: Bumcello: Lychee Queen
- 2009: Ballaké Sissoko & Vincent Ségal: Chamber Music
- 2012: Bumcello: Al
- 2013: Jean-Jacques Birgé, Antonin-Tri Hoang, Vincent Ségal: Dans tous les sens du terme
- 2014: Piers Faccini & Vincent Segal: Songs of Time Lost
- 2015: Ballaké Sissoko & Vincent Ségal: Musique de nuit
- 2017: Yacine Boularès, Vincent Ségal, Nasheet Waits: Abu Sadiya
- 2018: Bumcello: Monster Talk
- 2018: Lionel Suarez, Airelle Besson, Vincent Ségal, Minino Garay: Quarteto Gardel
- 2019: Csaba Palotaï, Rémi Sciuto, Steve Argüelles, Vincent Ségal Antiquity
- 2023: Sissoko, Segal, Parisien, Peirani: Les Égarés (ACT)[3]